# Argia concinna
Argia concinna là một loài chuồn chuồn kim trong họ Coenagrionidae.
Argia concinna is in 1842 voor het eerst wetenschappelijk beschreven door Rambur.

## Hình ảnh

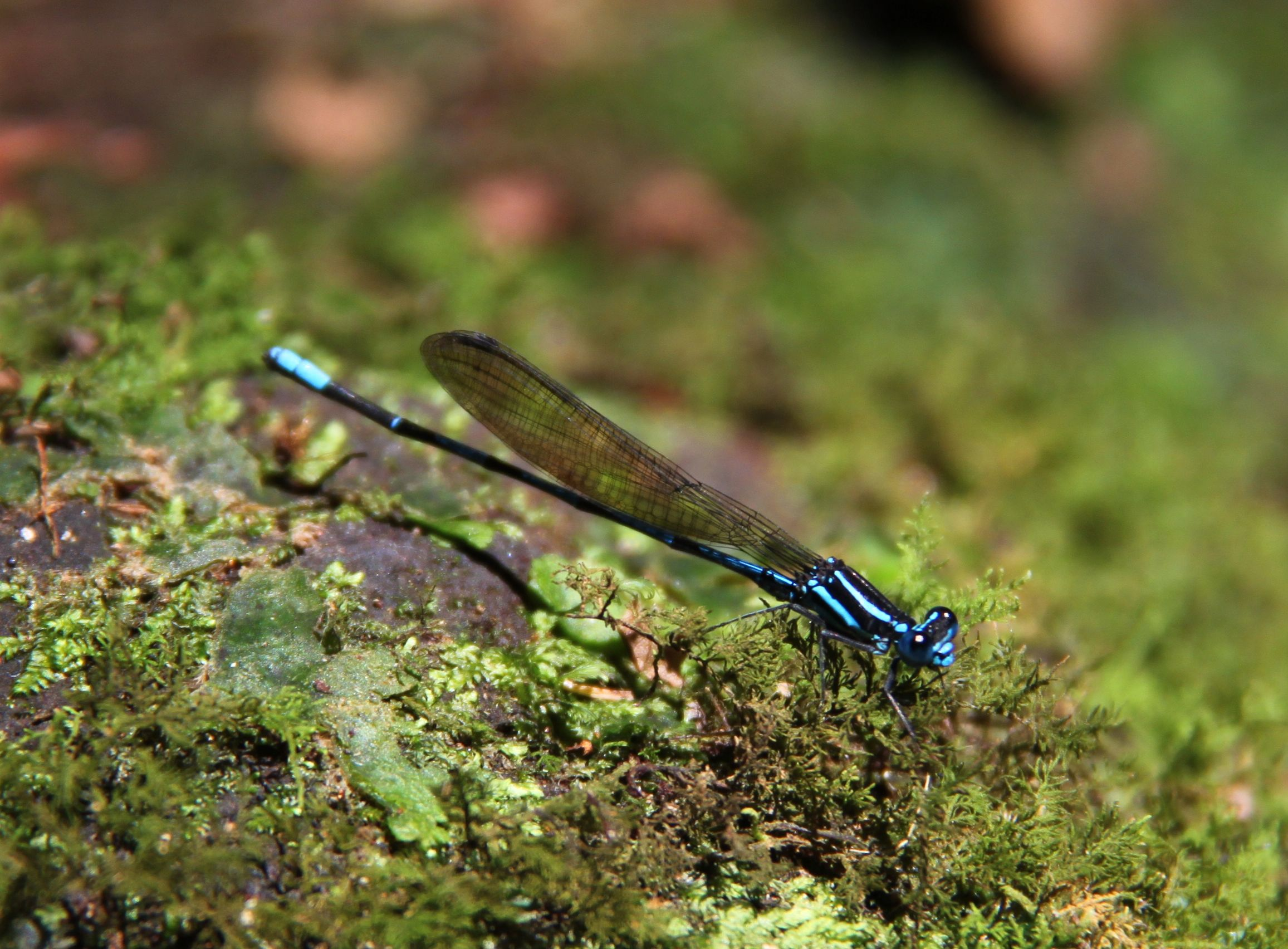